# Sava Sekulić
Sava Sekulić (in serbo Сава Секулић?; Blišine, 11 maggio 1902 – Belgrado, 26 gennaio 1989) è stato un pittore serbo naturalizzato croato.

## Biografia
Crebbe con i suoi zii dopo la morte del suo padre quando aveva 10 anni. Perse un occhio nella prima guerra mondiale. Iniziò a dipingere all'età di 22 anni, ma non si dedicò completamente a questa arte fino al suo ritiro, nel 1932. Cominciò con dipinti realistici, ma poi passò all'art naïf.
Espose i suoi dipinti in molte città: Belgrado, Zagabria, Monaco di Baviera, Aranđelovac, Parigi, Colonia, Jagodina, ecc.